# Félicia ou Mes Fredaines
Félicia ou Mes Fredaines est un roman libertin français, écrit par André-Robert Andréa de Nerciat et publié pour la première fois en 1775.

## Intrigue
Le roman est un récit à la première personne par Félicia, jeune femme portée sur les plaisirs, qui raconte sa vie aventureuse et amoureuse. Abandonnée dans son enfance, elle est adoptée par Sylvina et Sylvino qui vont l'élever dans une atmosphère libertine. Dépucelée par le chevalier d'Aiglemont, elle devient la maîtresse, souvent entretenue, de nombreux personnages du meilleur monde : un évêque, Sir Sidney, le jeune Monrose.
Plusieurs séquences sont particulièrement développées, une caricature des mœurs ridicules de province et surtout un chassé-croisé amoureux et toute une succession de révélations sur l'identité des personnages principaux, qui occupent le dernier tiers du roman.

## Thèmes
Le roman reprend les thèmes classique du libertinage de cette époque : dénonciation des dévots, plaisirs sexuels sans entraves morales. L'inceste (involontaire) est traité avec légèreté. Félicia y décrit son « système » consistant à profiter des plaisirs de la vie et de l'amour sans s'encombrer d'une pesante fidélité. Sa « libido est le moteur de tous les actes et rien ne doit lui être interdit ».
Les scènes sexuelles sont décrites sans ambigüité mais sans descriptions crues, la langue reste exempte de termes anatomiques ou de description trop visuelle. L'érotisme, à la différence de chez Sade, ne comporte jamais ni contrainte ni cruauté, et compose une sorte d'« utopie sexuelle ».

## Une suite d'éditions
Le résumé des premières éditions qui courent de 1775 à 1798, est le suivant :
1. Londres [Paris, chez Hubert Cazin, 1775, 4 vol.] avec 12 puis 24 figures d'après Charles Eisen : la première ne fut pas condamnée ; réimpr. en 1776, 1778 et 1784 ;
2. Amsterdam [Paris], de 1780 à 1793, en 2 vol. ;
3. Paris, An III [1795-1798], en 4 vol.

La première édition a été préparée sans l'accord de son auteur qui se désespérait de cet ouvrage qu'il voyait comme imparfait. 
Nerciat parvient à mieux contrôler une réédition en 1778 qui reste la seule approuvée par l'auteur. 
Le livre connaît rapidement un grand succès : d'abord parce que la première circula librement (son éditeur, Cazin, fut malgré tout saisi et condamné plusieurs fois), puis elle fut suivie par 21 éditions (plus ou moins clandestines ou pirates), jusqu'à la fin du XVIIIe siècle. 
L'ouvrage est traduit en allemand dès 1791.
Le livre sera ensuite réédité plusieurs fois au XIXe siècle,, et en même temps, plusieurs fois condamné.

## Critiques à sa parution
Friedrich Melchior Grimm, dans la Correspondance littéraire en donne le résumé suivant : 

« Il est peu de catéchismes de libertinage et de corruption plus naïfs et plus effrontés que ce nouveau roman. On n'y trouve pas même l'apparence d'un sentiment moral. C'est l'histoire d'une jeune personne qui depuis l'âge de quatorze ans se livre sans scrupule à tous ses goûts, a longtemps, sans le savoir, le bonheur d'être la maîtresse entretenue de son père, de donner à son frère, sans le connaître, les premières leçons de plaisir, etc., et se voit récompensée enfin de tant de sagesse et de vertus par toutes les faveurs qu'on peut attendre d'une destinée heureuse. »